# Holger Nohr
Holger Nohr (* 17. Juli 1961 in Hamburg) ist ein deutscher Bibliothekar. Er ist seit 1998 Professor für Wirtschaftsinformatik, insbesondere Informations- und Wissensmanagement, an der Hochschule der Medien Stuttgart. Er studierte an der Fachhochschule Hamburg im Fachbereich Bibliothekswesen und ist Diplom-Bibliothekar (FH).

## Leben
Seit 1998 lehrt Nohr an der Hochschule der Medien Stuttgart im Studiengang Wirtschaftsinformatik (früher Informationswirtschaft), den er bis 2011 als Studiendekan leitete. Seit 2010 ist er Direktor des dortigen Instituts für Kreativwirtschaft. Außerdem ist er Sprecher des Forschungsschwerpunktes Media Business Performance Management im Institut für Angewandte Forschung der Hochschule. Er ist Mitherausgeber der wissenschaftlichen Fachbuchreihe Information Systems & Services.
Vor der Berufung an die Hochschule war er unter anderem bei der MasterMedia GmbH und beim TÜV Nord beschäftigt.

## Forschungsschwerpunkte
Die Forschungsschwerpunkte von Nohr sind Informationsmanagement, Wissensmanagement, Customer-Relationship-Management (CRM) und Kundenmanagement sowie das Geschäftsprozessmanagement. Projekte mit Industrieunternehmen, insbesondere auch zu Themen der Wirtschaftsinformatik in der Medienwirtschaft.

## Publikationen (Auswahl)
- H. Nohr: Vom Zeitungsverlag zur News Industry: Veränderung von Wertschöpfungsstrukturen und Geschäftsmodellen. Logos, Berlin 2011, ISBN 978-3-8325-2857-7.
- H. Nohr, J. Stillhammer, A. Vöhringer (Hrsg.): Kundenorientierung in der Broadcast-Industrie. Logos, Berlin 2008, ISBN 978-3-8325-2065-6.
- H. Nohr, A. Roos (Hrsg.): Prozess- und IT-Management in der Broadcast-Industrie. Logos, Berlin 2007, ISBN 978-3-8325-1714-4.
- M. Mattes, H Nohr: Kundenorientierung. Voraussetzungen, Dimensionen und Messung. Berlin 2007, ISBN 978-3-8325-1636-9.
- H. Nohr, A. Roos, M. Ade, A. Vöhringer: Relationship Management in Verbundgruppen und Franchise-Systemen. Hochschulverlag, Stuttgart 2006, ISBN 3-938887-01-X.
- P. Lehmann, H. Nohr, A. Roos: Informationstechnische Integration in der Broadcast-Industrie: Eine Studie der Hochschule der Medien. Hochschulverlag, Stuttgart 2005, ISBN 3-938887-00-1.
- H. Nohr: Grundlagen der automatischen Indexierung: Ein Lehrbuch. 3. Auflage. Logos Verlag, Berlin 2005, ISBN 3-8325-0121-5.
- H. Nohr, B. Wänke, I. Esser: Computer-Supported Cooperative Learning in der Hochschulausbildung. WiKu-Verlag, Stuttgart 2004, ISBN 3-936749-78-7.
- H. Nohr, A. Roos (Hrsg.): Customer Knowledge Management: Erschließung und Anwendung von Kundenwissen. Logos Verlag, Berlin 2004, ISBN 3-8325-0554-7.
- H. Nohr, A. Roos (Hrsg.): Customer Knowledge Management: Aspekte des Managements von Kundenwissen. Logos Verlag, Berlin 2003, ISBN 3-8325-0275-0.
- H. Nohr, K. Richter: Elektronische Marktplätze: Potenziale, Funktionen und Auswahlstrategien. Shaker, Aachen 2002, ISBN 3-8265-9890-3.
- H. Nohr (Hrsg.): Virtuelle Knowledge Communities im Wissensmanagement: Konzeption – Einführung – Betrieb. Shaker, Aachen 2001, ISBN 3-8265-9470-3.